# Радиоизотопен термоелектрически генератор
Радиоизотопният термоелектрогенератор е радиоизотопен източник на електроенергия, използващ топлинната енергия, отделяща се при естествения разпад на радиоактивните изотопи и преобразуващ я в електроенергия с помощта на термоелектрогенератор.
В сравнение с ядрените реактори, използващи верижна ядрена реакция, радиоизотопните генератори са значително по-малки и конструктивно са по-прости. Изходната мощност на радиоизотопните генератори не е много голяма (до няколко стотици вата) при неголям КПД. Затова в тях няма движещи се части и те не изискват обслужване през целия си експлоатационен срок, който може да се измери с десетилетия.